# Snaarinstrument

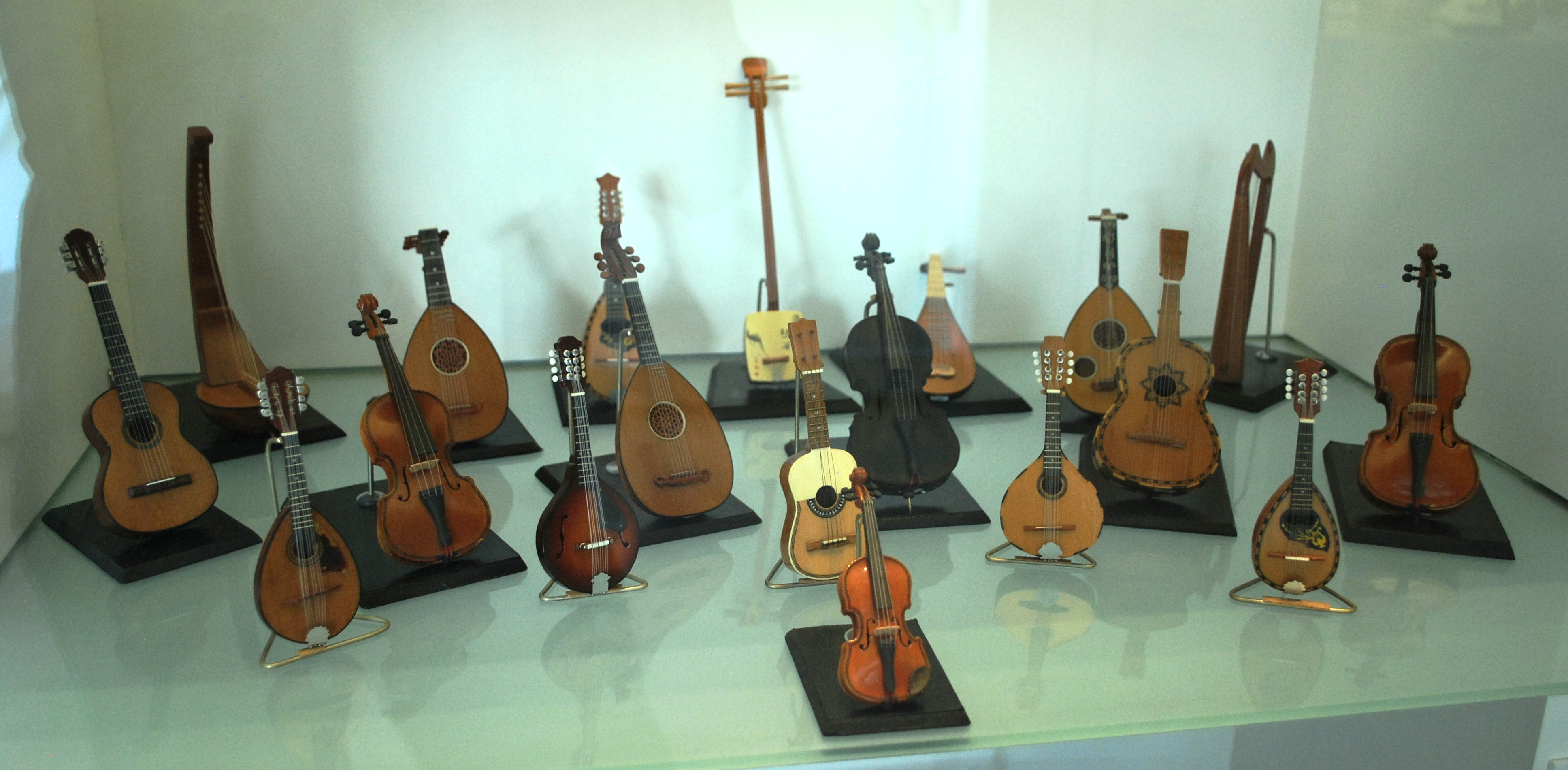
Diverse snaarinstrumenten

Een snaarinstrument of chordofoon is een muziekinstrument waarbij het geluid veroorzaakt wordt door het trillen van een of meer snaren. In het algemeen wordt het geluid van de trillende snaar ondersteund door een klankkast of resonator. De snaarinstrumenten vormen een van de groepen muziekinstrumenten in de Hornbostel-Sachs indeling.
Snaarinstrumenten kunnen ingedeeld worden op basis van de constructie en de speelwijze. Verder is er een onderverdeling te maken in akoestische instrumenten en elektrische instrumenten die gebruikmaken van elektrische pick-ups.

## Indeling op basis van constructie
LuitachtigenBij deze instrumenten liggen de klankkast en de hals in elkaars verlengde; de snaren lopen evenwijdig aan de kast, zoals bij een gitaar.
HarpachtigenBij deze instrumenten staat het vlak waarin de snaren liggen loodrecht op de klankkast. Tot de harpachtigen horen de harp en de lier.
CitersDit zijn snaarinstrumenten zonder hals, zoals de piano.

## Indeling op basis van speelwijze

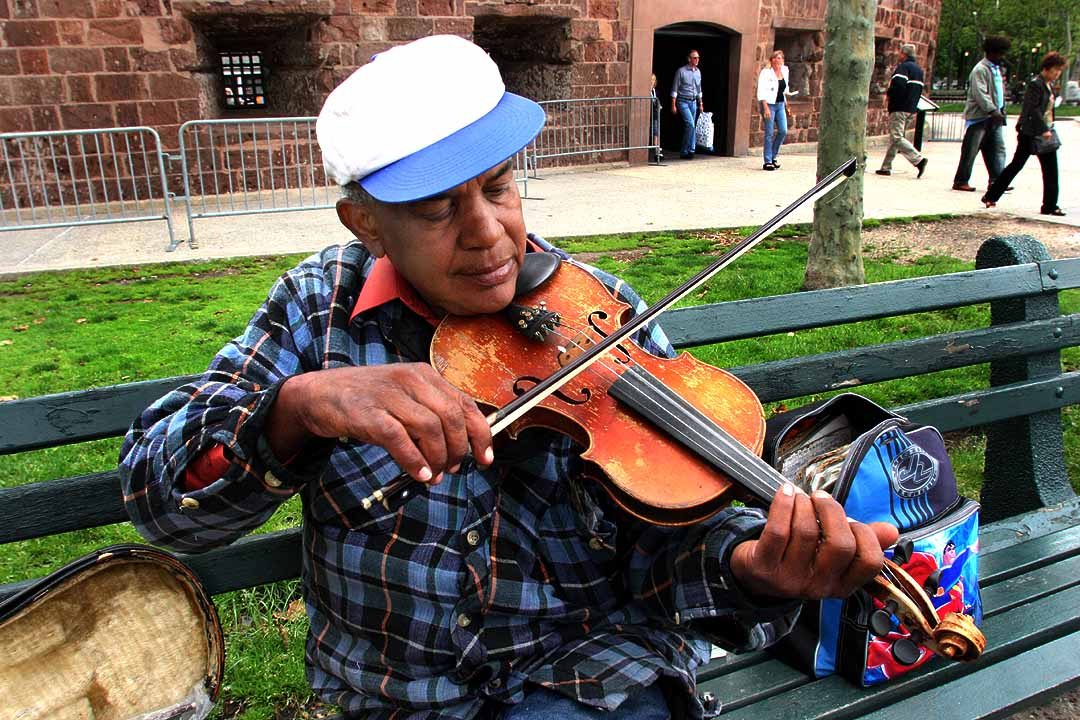
Strijkinstrument (viool)

Snaarinstrumenten kunnen worden onderverdeeld aan de hand van de manier waarop de snaren in trilling worden gebracht. Bij luitachtigen kan dat zijn door middel van strijken (bijvoorbeeld een viool) of tokkelen (bijvoorbeeld een gitaar). Bij de citers worden de snaren tot klinken gebracht door ze aan te slaan (bijvoorbeeld een piano).

### Gestreken luitachtigen: strijkinstrumenten
De meeste strijkinstrumenten worden bespeeld met een strijkstok (zoals de naam al doet verwachten), maar niet alle strijkinstrumenten zijn ook snaarinstrumenten (zingende zaag, glasharmonica)

### Getokkelde luitachtigen: tokkelinstrumenten
Tokkelinstrumenten worden bespeeld met behulp van een plectrum of de vingernagels of 'geplukt' met de hand/vingers
Ook de contrabas wordt in niet-klassieke muziek meestal geplukt.

### Citers
Deze worden vaak met behulp van mallets of hamertjes of anderszins gemechaniseerd bespeeld, maar vaak ook met de vingers.
Er zijn ook gestreken varianten, waarbij (enkele) snaren via een mechaniek met knoppen ingekort worden:
- Draailier — Nyckelharpa (Zweden)

Bij de draailier worden de snaren gestreken door een ronddraaiende houten schijf die met hars is ingewreven, bij de nyckelharpa met een strijkstok.